# Каллиакис, Николаос
Николаос Каллиакис (греч. Νικόλαος Καλλιάκης, Nikolaos Kalliakis; лат. Nicolaus Calliachius; итал. Niccolò Calliachi; 1645 — 8 мая , 1707) — греческий
учёный и философ известный в Италии в 17-м веке. Доктор философии и теологии в университете Рима,
Профессор греческого и латинского языков
и Аристотелевской философии
в Венеции в 1666 году и профессор беллетристики
и риторики в городе Падуя в 1667 году.

## Биография
Николаос Каллиакис родился в греческой семье
в городе Кандия, Крит который в тот период был под контролем Венеции, в 1645 году.
Эмигрировал в Рим где прожил десять лет, став известным преподавателем греческого и латинского,
а затем доктором философии и теологии .
Переехал в Венецию в 1666 году, где был назначен профессором Аристотелевской философии
и греческого и латинского языков.
Он был назначен директором Греческой коллегии (Школа Флангиниса - Collegio Flangini) в Венеции с 1665 по 1676 год.
В 1677 году Николаос Каллиакис был приглашён в город Падуя и получил должность профессора беллетристики
и философии и риторики.
Он написал несколько трактатов о древних Греции и Риме и изучал танец в период классической древности. Его основной работой была De ludis scenicis mimorum et pantomimorum syntagma.ю
Каллиакис оставался в Падуе до самой своей смерти в 1707 году.